# Llajua

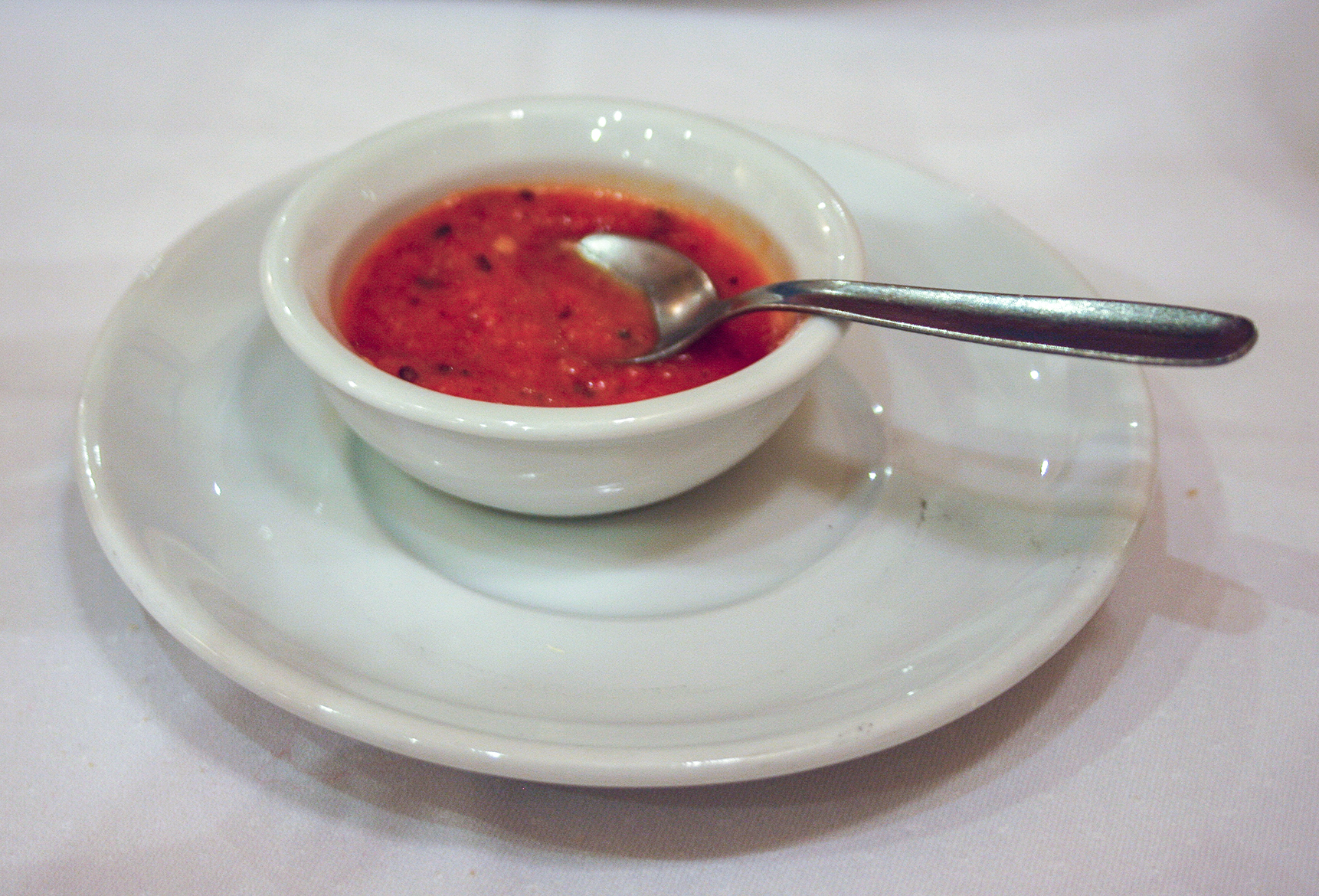
Llajhua

Llajua ist eine sehr scharfe Paste aus Locoto, Tomaten, Salz und optional weiteren Zutaten, die in Südamerika, besonders in Bolivien zu praktisch allen Mahlzeiten gereicht wird. Insbesondere findet die Paste Verwendung bei Gerichten wie dem Schweineröstfleisch (Chicharrón de cerdo) oder dem Ofenspanferkel (Lechón al horno). Im Norden von Chile wird eine ähnliche Sauce hergestellt, die Pebre heißt. Hergestellt wird Llajua traditionell auf einem Mahlstein (batán), oft aber einfach im Mixer.

## Weitere Zutaten
Je nach Region werden auch Zwiebeln, Bolivianischer Koriander oder andere Kräuter verwendet. Werden die Blätter der Wakataya hinzugefügt, nennt sich die Sauce Wakataya.